# 無斑杜父魚
無斑杜父魚（学名：Cottus immaculatus）為輻鰭魚綱鮋形目杜父魚亞目杜父魚科的其中一種，為溫帶淡水魚，分布於北美洲美國密蘇里州及阿肯色州的白河流域，體長可達9公分，棲息在礫石底質、水質清澈冰冷的激流，生活習性不明。
其种加词“immaculatus”意为“无斑的”。